# Doffe erwtenmossel
De doffe erwtenmossel  (Euglesa casertana, synoniem Pisidium casertanum) of erwtenmossel is een in zoet water levende tweekleppige schelpensoort uit de familie Sphaeriidae. Een jonger, thans niet meer gebruikt synoniem is Pisidium cinereum Alder, 1838.

## Naam
De soortnaam werd in 1791 ingevoerd door Giuseppe Saverio Poli (1746-1825) als Cardium casertanum. Door andere inzichten in de taxonomie is de soort later in het geslacht Pisidium geplaatst. Als gevolg van deze naamswijziging worden auteursnaam en datum nu tussen haakjes gezet. De naam casertanum heeft betrekking op de vindplaats van het exemplaar waarop de naam gebaseerd is: "On le trouva dans un petit ruisseau, qui traversoit un petit endroit du Bosquet royal de Caserte." ("Men vond het in een beekje dat door een klein deel van het koninklijk bos van Caserta loopt.").

## Beschrijving
Afmetingen van de schelp
- lengte: tot 5,5 millimeter.
- hoogte: tot 4,6 millimeter.
- semidiameter: tot 2,0 millimeter.

## Voorkomen
De doffe erwtenmossel leeft in zeer uiteenlopende typen water, van stromend tot stilstaand, ondiep en diep. De soort kan periodieke uitdroging overleven. Hij leeft in de Europese zeeën.

### Huidige verspreiding
De doffe erwtenmossel komt kosmopolitisch wereldwijd voor.

## Fossiel voorkomen
In heel Europa bekend uit het Holoceen en uit interglacialen en interstadialen van het hele Pleistoceen.